# Čierna hora (Ondavská vrchovina)
Čierna hora (667 m n. m.) je vřetenovitý lesní masiv z pískovcového flyše středního eocénu, podcelku Nízkých Beskyd. Nachází se dva kilometry jižně od Jurkove Voľe a pět kilometrů západně od Svidníka. Rozprostírá se v povodí Ondavy mezi vesnicemi Jurkova Voľa a Rovné, oddělených horským masivem Čierna hora.
Čiernou horou prochází turistická magistrála, Cesta hrdinů SNP, ústící na Makovické sedlo. Na vrchu je rozhledna s útulnou a altánkem.

## Historie
V první světové válce se zde, od září 1914 až března 1915, odehráli vojenské operace. Výsledkem těchto operací byly ztráty na lidských životech, když tu zahynulo skoro 4000 rakousko-uherských a ruských vojáků. Vojenské hřbitovy se nacházejí v okolních vesnicích Kurimka, Cernina, Mlynárovce a Svidník. Až do dnešních dnů se zde ještě nacházejí stopy po vojenských zákopech. Jeden kilometr pod vrchem Černá hora se nachází památník obětem první světové války.